# فرناند أوريول
فرناند أوريول (بالفرنسية: Fernand Oriol)‏ هو مجدف فرنسي، ولد في 5 نوفمبر 1900 في باريس في فرنسا، وتوفي في 12 يناير 1989.

## وصلات خارجية
- فرناند أوريول على موقع أوليمبيديا (الإنجليزية)